# Dziennik Wschodni

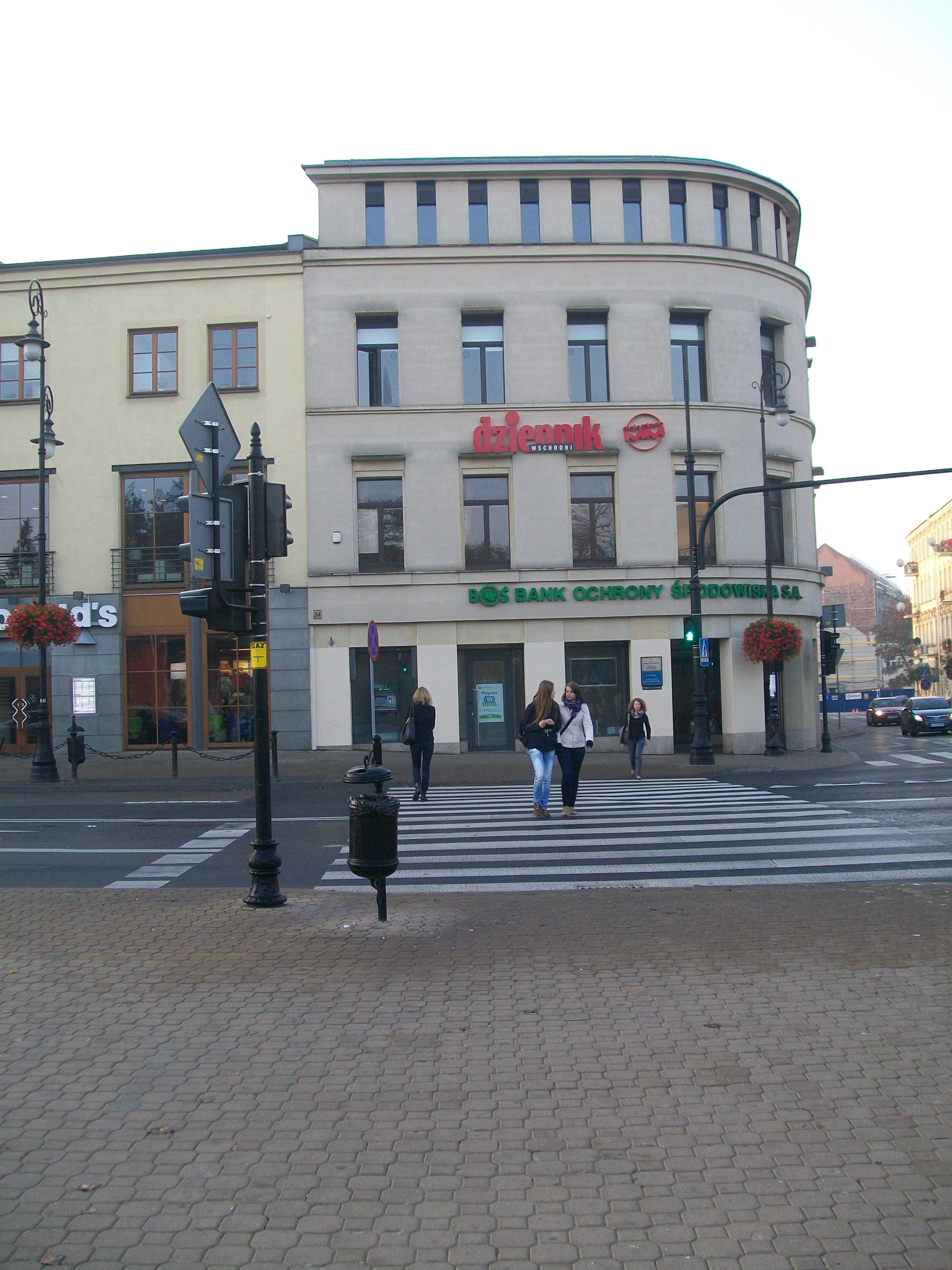
Sitz des Verlages in Lublin

Dziennik Wschodni (deutsch etwa: Östliche Tageszeitung) ist eine regionale Tageszeitung, die in der Woiwodschaft Lublin und in Teilen der Woiwodschaft Masowien erscheint. Die Zeitung wurde ab 1993 unter dem Titel Dziennik in Nachfolge von Dziennik Lubelski (der wiederum auf den Sztandar Ludu (deutsch: Standarte des Volkes), das PZPR-Organ in der Region um Lublin zurückging), herausgegeben. Die Zeitung erscheint mit Lokalausgaben für Lublin, Zamość, Chełm, Biała Podlaska und das Powiat Puławski.
Bis Mai 2014 war die Zeitungsgruppe Media Regionalne Eigentümer des Titels. Seitdem wird die Zeitung – einer Auflage der polnischen Antimonopolbehörde (Urząd Ochrony Konkurencji i Konsumentów) folgend – vom Verlag Corner Media verlegt. Die neue Eigentümergesellschaft gehört mehrheitlich dem Lubliner Unternehmer Tomasz Kalinowski, 42 % der Anteile liegen bei 12 Mitarbeitern des Verlages. Insgesamt werden vom Verlag 40 Mitarbeiter beschäftigt. Chefredakteur ist Krzysztof Wiejak.
Die Zeitung wurde bis Mitte 2014 von der polnischen Auflagenkontrollorganisation ZKDP kontrolliert; ihre verkaufte Auflage lag im Februar 2014 bei rund 8.300 Exemplaren.